# دائرة إغيل علي
دائرة إغيل علي إحدى دوائر ولاية بجاية الجزائرية . عاصمتها هي إغيل علي وتضم بلديات: 
- إغيل علي
- آيت أرزين

## مواقع سياحية
- قلعة ونوغة

## مواضيع ذات صلة
- دوائر ولاية بجاية
- بلديات ولاية بجاية